# Liglet
Liglet – miejscowość i gmina we Francji, w regionie Nowa Akwitania, w departamencie Vienne.
Według danych na rok 1990 gminę zamieszkiwało 359 osób, a gęstość zaludnienia wynosiła 7 osób/km² (wśród 1467 gmin regionu Poitou-Charentes, Liglet plasuje się na 663. miejscu pod względem liczby ludności, natomiast pod względem powierzchni na miejscu 31.).